# Чемпіонат України з регбі 1999
Чемпіонат України 1999 року з регбі-15.
Чемпіоном дев'ятого чемпіонату України вже втретє підряд став столичний клуб «Арго-КМУЦА», який забезпечив собі золоті нагороди вже за кілька турів до фінушу. В останньому турі кияни перемогли срібних призерів -харківських «Титанів» із рахунком 47:0.
Другу й третю сходинки п'єдесталу обійняли харківські команди. «Титани» випередили своїх земляків із ХТЗ лише на одне очко, причому це очко з ХТЗ було знято за порушення регламенту саме у двобої з «Титанами».

## Турнірна таблиця підсумкового «Фіналу чотирьох»вищої ліги
| М | Команда                | І  | В  | Н | П  | РО      | О  |
| - | ---------------------- | -- | -- | - | -- | ------- | -- |
| 1 | «Арго-КМУЦА» (Київ)    | 14 | 13 | 0 | 1  | 869-107 | 39 |
| 2 | «Титани» (Харків)      | 14 | 8  | 0 | 6  | 424-355 | 30 |
| 3 | «ХТЗ» (Харків)         | 14 | 8  | 0 | 6  | 338-289 | 29 |
| 4 | «Краян-Космос» (Одеса) | 14 | 3  | 0 | 11 | 161-727 | 20 |

Примітка: Команді ХТЗ за порушення регламенту чемпіонату у грі першого етапу з «Титанами» зараховано технічну поразку (0:30) без нарахування очок. «Арго-КМУЦА» за неявку на гру з командою «Краян-Космос» зараховано технічну поразку. З команд ХТЗ і «Арго-КМУЦА» знято по одному очку.